# Niederorschel
Niederorschel est une commune allemande située dans l'arrondissement d'Eichsfeld en Thuringe.

## Géographie

Situation de Niederorschel dans l'arrondissement

Niederorschel est située dans l'est de l'arrondissement, à la limite avec l'arrondissement d'Unstrut-Hainich, sur la Wipper, au nord des monts Dün. La ville est le siège de la Communauté d'administration d'Eichsfeld-Kessel et se trouve à 9 km à l'est de Leinefelde-Worbis et à 19 km à l'est de Heilbad Heiligenstadt, le chef-lieu de l'arrondissement.
La commune est composée des deux villages de Niederorschel et Rüdigershagen et du hameau d'Oberorschel.
Communes limitrophes (en commençant par le nord et dans le sens des aiguilles d'une montre) : Gernrode, Breitenworbis, Gerterode, Deuna, Dünwald, Kleinbartloff et Hausen.

## Histoire
La première mention écrite de Niederorschel date de 1221 dans un document émanant du monastère de Beuren mais Niederorschel est certainement l'un des plus vieux villages de l'Eichsfeld, fondé au VIe siècle.
En 1525, le village est le point de départ de la Guerre des Paysans dans l'Eichsfeld. Le village appartient à l'Électorat de Mayence jusqu'à la sécularisation de 1806 et à son rattachement au royaume de Prusse (province de Saxe). La commune obtient les droits de marché en 1847.
Durant la Seconde Guerre mondiale, un camp de prisonniers de guerre y est installé ainsi qu'un camp de travailleurs forcés, annexe du camp de concentration de Buchenwald. En 1944, plus de 600 personnes subissent une marche de la mort.
De 1945 à 1949, la commune vit l'occupation soviétique et est intégrée à l'arrondissement de Worbis dans le district d'Erfurt en RDA.
En 1990, la commune retrouve le land de Thuringe et, en 1996, la commune de Rüdigershagen est incorporée au territoire de Niederorschel.

## Démographie
Village de Niederorschel seul :
| 1875  | 1880  | 1910  | 1925  | 1933  | 1939  | 1995  |
| ----- | ----- | ----- | ----- | ----- | ----- | ----- |
| 2 047 | 2 113 | 2 217 | 2 164 | 2 265 | 2 295 | 2 877 |

Commune de Niederorschel dans ses limites actuelles :
| 1910  | 1933  | 1939  | 2000  | 2005  | 2010  |
| ----- | ----- | ----- | ----- | ----- | ----- |
| 2 978 | 3 100 | 3 000 | 3 594 | 3 438 | 3 258 |

## Personnalités liées à la commune
- Joseph Brodmann (1763-1848), facteur de pianos né à Deuna.